# Байдарський заказник
Байда́рський заказник — ландшафтний заказник загальнодержавного значення розташований на південному заході Гірського Криму.
Створений з метою збереження особливо цінних природних ландшафтів Криму та забезпечення чистоти вод річки Чорної — основного джерела водопостачання міста Севастополя.

## Межі
З півдня на північ територія заказнику простирається на 15 км, з заходу на схід — на 22 км.
На півдні територія заказнику охоплює північний макросхил головної Кримської гряди (межі стикуються з ландшафтним заказником загальнодержавного значення «Мис Айя»), виходить до Байдарського перевалу та проходить уздовж межі Ялтинського гірсько-лісового заповідника. Північніше цієї межі Байдарський заказник охоплює практично весь водозбір Чорної річки.
На заході межа заказнику простирається від території заказнику «Мис Айя» по хребтах лівобережжя долини Сухої річки до гори Гасфорта.
Звідти північна межа проходить по водороздільних хребтах до перевалу Бечку.
Східна межа проходить по водороздільних хребтах, що оточують правобережні притоки Чорноріченської системи, до Ай-Петринської яйли на південному сході.
Через Байдарський заказник протікає річка Байдарка.

## Лісництва
- Чорноріченське лісництво: всі виділи в межах кварталів 1-4, 6-13, 16-36, 39-53, 55-66, 68-76, 78-81.
- Орлинівське лісництво: всі виділи в межах кварталів 1-6, 8, 10, 11, 14, 19, 24, 25, 27-62.
- Тернівське лісництво: всі виділи в межах кварталів 34, 36, 38, 39-41,43

## Земельно-кадастрова інформація
Повна земельно-кадастрова інформація щодо складу землекористувачів (землевласників) відсутня. Охоронні зобов'язання оформлені:
1. Державне підприємство «Севастопольське досвідне лісомисливське господарство» — на кв. 1-4, 6-13, 39-53, 55-56, 68-76, 78-81 Чорноріченського лісництва, кв. 1-6, 8, 10-11, 14, 19, 24-25, 27-62 Орлинівського лісництва, кв. 40-41, 43, 34, 36, 38-39 Тернівського лісництва
2. Виробниче управління водопровідно-каналізаційного господарства м. Севастополя (ГКП «Севміськводоканал» СМР) — Територія, прилегла до Чорноріченського водосховища
3. Державне підприємство «Куйбишевське лісове господарство» — кв. 70-71 вид. 1-7, 9, 12, 15, 16; кв. 68 вид. 2, 8, 12-14; кв. 74 вид. 1-10; кв. 80 вид. 1-7, 9, 11; кв. 82 Соколинського лісництва; кв. 44 вид. 14, 17, 18, 20, 21; кв. 46 вид. 1, 13-18, 19-23; кв. 47 вид. 8-11, 13, 14; кв. 48 вид. 1, 12-17; кв. 49 в. 13, 16-22; кв. 50 вид. 1, 2, 5, 9; кв. 54 вид. 1-5, 8-19; кв. 56 вид. 2-6; кв. 57 вид. 1; кв. 62 вид. 1, 2, 4-6, 15, 19; кв. 66-86; кв. 52-54, 58, 60, 61 Куйбишевського лісництва
4. Колективне сільськогосподарське підприємство Агрофірма «Красный октябрь» — Балаклавський район, м. Севастополь